# 丹治部村
丹治部村（たじべそん）は、岡山県阿哲郡にあった村。現在の新見市大佐田治部、大佐布瀬にあたる。
大佐町を経て、新見市などとの合併時、それぞれの大字に大佐を冠することになった。

## 沿革
- 1889年（明治22年）6月1日 - 町村制施行に伴い、阿賀郡田治部村、布瀬村が合併し、丹治部村となる。
- 1900年（明治33年）4月1日 - 郡の再編に伴い、所属が阿哲郡に変更となる。
- 1955年（昭和30年）2月11日 - 阿哲郡刑部町・上刑部村と合併、大佐町となる。